# Georg Arnold von Grolman
Georg Arnold von Grolman (* 13. Januar 1678 in der Grafschaft Mark; † 17. April 1762 in Weißenhorn in Schwaben) war ein preußischer Oberst, Ritter des Pour le Mérite sowie Chef des Garnisonsbataillons Nr. 3 und Kommandant von Kolberg.

## Leben

### Herkunft
Sein Vater war Johann Arnold Grolman († 9. Oktober 1710), Kaufmann in Königsberg.

### Militärkarriere
Grolman war zunächst für eine wissenschaftliche Karriere vorgesehen und ging auf die Hohen Schulen von Gießen und Marburg. Er verließ aber die Schule und ging zur Brandenburger Armee.
Unter Prinz Eugen kämpfte er in Brabant. Er zeichnete sich in der Schlacht bei Malplaquet aus und wurde vom einfachen Reiter zum Wachtmeister befördert. Am 14. Dezember 1719 wurde er dann Kornett im Kürassierregiment „von Lottum“ Nr. 7. 1740 war er Rittmeister und 1743 kam er als Oberstleutnant in das Infanterieregiment „Bardeleben“ Nr. 43. 1746 wurde er in das Garnisonsregiment „Natalis“ Nr. 2 versetzt. Im Jahr 1756 wurde er Oberst und erhielt das Garnisonsregiment „Vittinghof“ Nr. 3 in Kolberg. Während des Siebenjährigen Krieges geriet er in Kriegsgefangenschaft. Er wurde in Weißenhorn in Schwaben interniert und verstarb dort am 17. April 1762. Zuvor hatte Grolman noch den Orden Pour le Mérite erhalten.
Am 27. Dezember 1741 wurde er durch König Friedrich II. in den erblichen Adelsstand erhoben.

### Familie
Grolman heiratete Johanna Gottvertrau von Eckart aus Salza. Sie war die Tochter des Majors Johann Philipp von Eckhart († 1758). Das Paar hatte folgende Kinder:
- Luise Wilhelmine ⚭ 1769 Otto Friedrich von Borcke (1729–1790)[2]
- Friedrich Georg Ludwig (* 1. Januar 1726; † 1789), preußischer Oberst im Infanterieregiment Nr. 17 ⚭  Sophia Maximiliane von Schickfuß
- Carl Wilhelm Arnold (* 1729; † 11. April 1800), preußischer Oberst im Infanterieregiment Nr. 5[3]

⚭ N.N. von Bornstedt
⚭ Sophie Tugendreich von Waldow